# Павлоградский район (Омская область)
Павлогра́дский райо́н — административно-территориальная единица (район) и муниципальное образование (муниципальный район) на юге Омской области России.
Административный центр — рабочий посёлок Павлоградка.

## География
Площадь района — 2500 км². Расстояние до областного центра — 100 км.

## История
Район образован Постановлением ВЦИК от 25 мая 1925 года путём преобразования Павлоградской укрупнённой волости Омского уезда Омской губернии. Район вошёл в состав Омского округа Сибирского края.

## Население
| 1926    | 1959    | 1970    | 1979    | 1989    | 2002    | 2006    |
| ------- | ------- | ------- | ------- | ------- | ------- | ------- |
| 23 452  | ↘23 154 | ↗23 328 | ↗23 482 | ↘23 037 | ↘21 608 | ↘20 800 |
| 2009    | 2010    | 2011    | 2012    | 2013    | 2014    | 2015    |
| ↘20 237 | ↘20 034 | ↘20 008 | ↘19 859 | ↘19 562 | ↘19 287 | ↘19 004 |
| 2016    | 2017    | 2018    | 2019    | 2020    | 2021    | 2023    |
| ↘18 929 | ↘18 778 | ↘18 700 | ↘18 542 | ↘18 393 | ↘17 851 | ↘17 572 |

### Урбанизация
В городских условиях (рабочий посёлок Павлоградка) проживают 40,91 % населения района.

### Национальный состав
По данным переписи населения 1939 года: украинцы — 65,4 % или 18 807 чел., русские — 21,9 % или 6309 чел., казахи — 9,5 % или 2725 чел.
На 9.10.2002 года: русские — 45,9%; украинцы — 29,8%; казахи — 17,1%; немцы — 4,8%; татары — 0,5%; другие — 1,9%.
По Всероссийской переписи населения 2010 года
| Национальность  | Численность населения, чел. | Доля от населения |
| --------------- | --------------------------- | ----------------- |
| Русские         | 10465                       | 52,24             |
| Украинцы        | 4935                        | 24,63             |
| Казахи          | 3326                        | 16,60             |
| Немцы           | 710                         | 3,54              |
| Татары          | 90                          | 0,45              |
| Прочие нации    | 508                         | 2,54              |
| Итого по району | 20034                       | 100,00            |

## Муниципально-территориальное устройство
В Павлоградском районе 33 населённых пункта в составе одного городского и девяти сельских поселений:
| №  | Городское и сельские поселения    | Административный центр      | Количество населённых пунктов | Население | Площадь, км2 |
| -- | --------------------------------- | --------------------------- | ----------------------------- | --------- | ------------ |
| 1  | Павлоградское городское поселение | рабочий посёлок Павлоградка | 1                             | ↘7188     | 15,60        |
| 2  | Богодуховское сельское поселение  | село Богодуховка            | 1                             | ↘1015     | 79,94        |
| 3  | Логиновское сельское поселение    | село Логиновка              | 5                             | ↘1152     | 289,23       |
| 4  | Милоградовское сельское поселение | село Милоградовка           | 2                             | ↘717      | 138,77       |
| 5  | Нивское сельское поселение        | деревня Явлено-Покровка     | 4                             | ↘1095     | 349,96       |
| 6  | Новоуральское сельское поселение  | село Новоуральское          | 5                             | ↘1133     | 286,76       |
| 7  | Тихвинское сельское поселение     | село Тихвинка               | 4                             | ↘1107     | 311,32       |
| 8  | Хорошковское сельское поселение   | село Хорошки                | 4                             | ↘1675     | 369,19       |
| 9  | Южное сельское поселение          | село Южное                  | 4                             | ↘1228     | 373,52       |
| 10 | Юрьевское сельское поселение      | село Юрьевка                | 3                             | ↘1262     | 279,99       |

| №  | Населённый пункт  | Тип             | Население | Муниципальное образование         |
| -- | ----------------- | --------------- | --------- | --------------------------------- |
| 1  | Белоусовка        | деревня         | ↘291      | Юрьевское сельское поселение      |
| 2  | Бердовка          | деревня         | ↗151      | Нивское сельское поселение        |
| 3  | Березовка         | деревня         | 0         | Новоуральское сельское поселение  |
| 4  | Богодуховка       | село            | ↘1015     | Богодуховское сельское поселение  |
| 5  | Божедаровка       | деревня         | ↘311      | Логиновское сельское поселение    |
| 6  | Глинкино          | деревня         | ↘360      | Хорошковское сельское поселение   |
| 7  | Дувановка         | деревня         | ↘116      | Юрьевское сельское поселение      |
| 8  | Золотухино        | деревня         | ↘54       | Новоуральское сельское поселение  |
| 9  | Кайдаул           | аул             | 220       | Милоградовское сельское поселение |
| 10 | Камышино          | деревня         | 5         | Южное сельское поселение          |
| 11 | Кирибай           | аул             | 161       | Тихвинское сельское поселение     |
| 12 | Константиноградка | деревня         | ↘54       | Логиновское сельское поселение    |
| 13 | Кохановка         | деревня         | ↘91       | Хорошковское сельское поселение   |
| 14 | Краснодарка       | деревня         | ↘189      | Тихвинское сельское поселение     |
| 15 | Липов Кут         | деревня         | ↗397      | Нивское сельское поселение        |
| 16 | Логиновка         | село            | ↗683      | Логиновское сельское поселение    |
| 17 | Милоградовка      | село            | ↗623      | Милоградовское сельское поселение |
| 18 | Назаровка         | деревня         | ↘226      | Нивское сельское поселение        |
| 19 | Никитовка         | деревня         | ↘0        | Новоуральское сельское поселение  |
| 20 | Новоуральское     | село            | ↘805      | Новоуральское сельское поселение  |
| 21 | Павлоградка       | рабочий посёлок | ↘7188     | Павлоградское городское поселение |
| 22 | Пашенная Роща     | деревня         | ↘326      | Новоуральское сельское поселение  |
| 23 | Раздольное        | деревня         | 439       | Южное сельское поселение          |
| 24 | Семяновка         | деревня         | ↘310      | Логиновское сельское поселение    |
| 25 | Степное           | деревня         | 271       | Южное сельское поселение          |
| 26 | Тихвинка          | село            | ↘928      | Тихвинское сельское поселение     |
| 27 | Топольки          | деревня         | 140       | Тихвинское сельское поселение     |
| 28 | Хорошки           | село            | ↗1069     | Хорошковское сельское поселение   |
| 29 | Южное             | село            | 1286      | Южное сельское поселение          |
| 30 | Юрьевка           | село            | ↘998      | Юрьевское сельское поселение      |
| 31 | Явлено-Покровка   | деревня         | ↘498      | Нивское сельское поселение        |
| 32 | Ярмоклеевка       | деревня         | ↘147      | Логиновское сельское поселение    |
| 33 | Ясная Поляна      | деревня         | 289       | Хорошковское сельское поселение   |

В 1999 г. упразднена деревня Соляновка.

## Экономика
Павлоградский район — один из самых крупных и успешно развивающихся сельскохозяйственных районов Омской области. Об этом говорят цифры: огромная площадь сельхозугодий, около 18,5 тысяч голов крупнорогатого скота, более 6359 субъектов хозяйственной деятельности, из них 10 крупных и динамично развивающихся сельхозпредприятий.

## Транспорт
Протяженность автомобильных дорог с твердым покрытием около 331 км. Их плотность — около 132,4 км на 1000 км².
Показатели грузооборота:
- 1996 год — 34273,0 тыс. т.км,
- 1997 год — 28720,0 тыс. т.км,
- 1998 год — 18539,5 тыс. т.км,
- 1999 год — 18783,7 тыс. т.км.
- 2015 год — 15361 тыс. т.км

## Образование и культура
В Павлоградском районе по состоянию на 2016 год действуют 23 общеобразовательные школы, 13 дошкольных учреждений, 19 библиотек, книжный фонд которых составляет около 240 тыс. экземпляров. Досуг жителей района обеспечивают 30 учреждений культурно-досугового типа, 1 киноустановка (не действующая), 1 музей, 81 спортивное сооружение.
Районный краеведческий музей, открывшийся 7 июля 2000 года, основан на базе Тихвинского школьного музея, фонд которого собирался в течение 40 лёт. В экспозиции представлены предметы быта, ремёсел, орудия труда, документы, в том числе присутствуют предметы, изготовленные более 100 лёт назад: ступа, рядно, ткацкий станок, иконы. Существует отдел природы. Фонд музея постоянно пополняется за счёт дарений, в результате чего частично обновляется и обогащается постоянная экспозиция, регулярно организуются выставки.

## Достопримечательности
Памятники истории, архитектуры, археологии и монументального искусства района
- МБОУ «Павлоградская гимназия им. В. М. Тытаря», построена в 2008 году.
- Мемориальный комплекс, посвященный воинам-землякам, установлен в 2015 году.
- обелиск воинам-землякам, погибшим в годы Великой Отечественной войны 1941—1945 годы, установлен в 1951 году, Павлоградка
- памятник В. И. Ленину, установлен в 1975 году, Павлоградка